# Jardin de la Justice
Le jardin de la Justice est un espace vert du 20e arrondissement de Paris, en France.

## Situation et accès
Le jardin est accessible par le 60, rue de la Justice.
Il est desservi par la ligne 3 à la station Porte de Bagnolet.

## Origine du nom
Il doit son nom à la proximité de la rue de la Justice.

## Historique
Le jardin est créé en 1980.